# Chaos (situatie)
Chaos (afgeleid van het Griekse woord Χάος) is een woord dat doorgaans wordt gebruikt om een situatie aan te duiden waarin totale wanorde of verwarring heerst. Er is sprake van een chaotische situatie, wanneer iemand het overzicht kwijt is. In deze zin kan het woord op veel manieren worden gebruikt, zoals een erg rommelige omgeving of een situatie waarin men elkaar totaal niet kan begrijpen.
Een afgeleid woord is chaotisch. Dit woord kan ook gebruikt worden om te refereren aan een persoon.